# Neorhynchoplax aspinifera
Neorhynchoplax aspinifera is een krabbensoort uit de familie van de Hymenosomatidae. De wetenschappelijke naam van de soort is voor het eerst geldig gepubliceerd in 1980 door Lucas.